# Подкраичи
Подкраичи (бел. Падкра́ічы; транслитерация — Padkraičy) — агрогородок в Берёзовском районе, Брестская область, Белоруссия. Входит в состав Малечского сельсовета.
Название-ориентир: поселение у края.

## География
Подкраичи находится в 22 км от города Берёза, в 21 км от железнодорожной станции Береза-Картузская.

## История
В 1563 году Подкраичи были в составе Кобринской экономии. В 1716 году были в составе Кабатского бладенского старосты. После третьего раздела Речи Посполитой (1795) в составе Российской Империи. В 1864 году село находилось в Малецкой волости Пружанского уезда Гродненской губернии. По переписи 1897 года в селе были: приходская школа, хлебозапасный магазин и ветряная мельница.
С 1915 года оккупировано германскими войсками, с 1919 года до июля 1920 года — польскими войсками (в июле 1920 года установлена советская власть). С 1921 года в составе Польши, в 1924 году в Малечкой гмине Пружанского повета Полесского воеводства.
С 1939 года в БССР, с 12 октября 1940 года село административный центр Подкраичевского сельсовета Пружанского района. В период 1941—1944 годов оккупировано немецко-фашистскими захватчиками, в селе убиты 20 человек, ещё 14 погибли на фронте.
15 декабря 1949 года был создан колхоз. С 14 апреля 1960 года село находилось в Берёзовском районе. 21 января 1961 года село было присоединено к Малечскому сельсовету.

## Инфраструктура
В селе есть школа, фельдшерско-акушерский пункт, дом культуры и магазины.

## Население
| Численность населения (по годам) | Численность населения (по годам) | Численность населения (по годам) | Численность населения (по годам) | Численность населения (по годам) | Численность населения (по годам) | Численность населения (по годам) | Численность населения (по годам) |
| 1897                             | 1905                             | 1924                             | 1970                             | 1999                             | 2005                             | 2009                             | 2019                             |
| -------------------------------- | -------------------------------- | -------------------------------- | -------------------------------- | -------------------------------- | -------------------------------- | -------------------------------- | -------------------------------- |
| 295                              | ↗300                             | ↘130                             | ↗379                             | ↗563                             | ↘531                             | ↘481                             | ↘424                             |

## Достопримечательности
- Памятник землякам. В память о 116 односельчанах, погибших в годы Великой Отечественной войны. В 1975 году установлен памятник — скульптуры воина и партизана и две стелы, на которых выбиты имена погибших. Перед памятником горит Вечный огонь.
- Братская могила советских воинов. Похоронены 100 воинов Красной Армии, из них 14 известных и 86 неизвестных, погибших в боях против немецко-фашистских захватчиков, в том числе воины 205-й моторизованной дивизии 4-й армии Западного фронта[4].